# Silba (Zadar)
Silba es una localidad de Croacia en el ejido de la ciudad de Zadar, condado de Zadar.

## Geografía
Se encuentra a una altitud de 75 m s. n. m. a 324 km de la capital nacional, Zagreb.

## Demografía
En el censo 2011 el total de población de la localidad fue de 292 habitantes.
| Gráfica de población de Silba 1857-2011                             |
|                                                                     |
| Según los censos de población de la oficina estadística de Croacia. |